# 原田雅彦
原田雅彦（日语：／ Harada Masahiko，1968年5月9日—），日本男子跳台滑雪运动员。他曾代表日本参加1992年、1994年、1998年、2002年和2006年冬季奥林匹克运动会跳台滑雪比赛，获得一枚金牌、一枚银牌和一枚铜牌。